# Episodi di Kronos - Sfida al passato
La prima e unica stagione della serie televisiva Kronos - Sfida al passato, composta da 30 episodi, è andata in onda negli Stati Uniti sul canale ABC dal 9 settembre 1966 al 7 aprile 1967.
| nº | Titolo originale               | Titolo italiano                     | Prima TV USA      | Prima TV Italia |
| -- | ------------------------------ | ----------------------------------- | ----------------- | --------------- |
| 1  | Rendezvous with Yesterday      | Il primo viaggio                    | 9 settembre 1966  | 1980            |
| 2  | One Way to the Moon            | Solo andata per la Luna             | 16 settembre 1966 | 1980            |
| 3  | End of the World               | La fine del mondo                   | 23 settembre 1966 | 1980            |
| 4  | The Day the Sky Fell In        | Attacco a Pearl Harbor              | 30 settembre 1966 | 1980            |
| 5  | The Last Patrol                | L'ultima pattuglia                  | 7 ottobre 1966    | 1980            |
| 6  | Crack of Doom                  | La furia della catastrofe           | 14 ottobre 1966   | 1980            |
| 7  | Revenge of the Gods            | La vendetta degli dei               | 21 ottobre 1966   | 1980            |
| 8  | Massacre                       | Massacro                            | 28 ottobre 1966   | 1980            |
| 9  | Devil's Island                 | L'isola del diavolo                 | 11 novembre 1966  | 1980            |
| 10 | Reign of Terror                | Il regno del terrore                | 18 novembre 1966  | 1980            |
| 11 | Secret Weapon                  | L'arma segreta                      | 25 novembre 1966  | 1980            |
| 12 | The Death Trap                 | Trappola mortale                    | 2 dicembre 1966   | 1980            |
| 13 | The Alamo                      | Alamo                               | 9 dicembre 1966   | 1980            |
| 14 | The Night of the Long Knives   | La notte dei lunghi coltelli        | 16 dicembre 1966  | 1980            |
| 15 | Invasion                       | Invasione                           | 23 dicembre 1966  | 1980            |
| 16 | The Revenge of Robin Hood      | Robin Hood                          | 30 dicembre 1966  | 1980            |
| 17 | Kill Two by Two                | Duello nella giungla                | 6 gennaio 1967    | 1980            |
| 18 | Visitors from Beyond the Stars | Gli extraterrestri                  | 13 gennaio 1967   | 1980            |
| 19 | The Ghost of Nero              | Antica vendetta                     | 20 gennaio 1967   | 1980            |
| 20 | The Walls of Jericho           | Le mura di Gerico                   | 27 gennaio 1967   | 1980            |
| 21 | Idol of Death                  | L'idolo della morte                 | 3 febbraio 1967   | 1980            |
| 22 | Billy the Kid                  | Billy the Kid                       | 10 febbraio 1967  | 1980            |
| 23 | Pirates of Deadman's Island    | I Pirati dell'isola del morto       | 17 febbraio 1967  | 1980            |
| 24 | Chase Through Time             | Caccia attraverso il tempo          | 24 febbraio 1967  | 1980            |
| 25 | The Death Merchant             | Il venditore di morte               | 3 marzo 1967      | 1980            |
| 26 | Attack of the Barbarians       | L'attacco dei barbari               | 10 marzo 1967     | 1980            |
| 27 | Merlin the Magician            | Il Mago Merlino                     | 17 marzo 1967     | 1980            |
| 28 | The Kidnappers                 | Il rapimento                        | 24 marzo 1967     | 1980            |
| 29 | Raiders from Outer Space       | La distruzione degli extraterrestri | 31 marzo 1967     | 1980            |
| 30 | Town of Terror                 | La città del terrore                | 7 aprile 1967     | 1980            |

## Il primo viaggio
- Titolo originale: Rendezvous with Yesterday
- Diretto da: Irwin Allen
- Scritto da: Irwin Allen, Harold Jack Bloom e Shimon Wincelberg

### Trama
Tony Newman entra nel tunnel del tempo per dimostrarne l'efficienza, e si ritrova a bordo del Titanic proprio il giorno prima del suo affondamento. Raggiunto da Doug, i due tentano invano di convincere il capitano del pericolo incombente. Vengono infine salvati con un nuovo salto temporale che li spedisce in un altro spazio temporale.
- Altri interpreti: Gary Merrill (senatore Leroy Clark), Michael Rennie (capitano del Titanic), Susan Hampshire (Althea Hall)

## Solo andata per la Luna
- Titolo originale: One Way To the Moon
- Diretto da: Harry Harris
- Scritto da: William Welch

### Trama
Tony e Doug si ritrovano, in questo episodio, catapultati nel futuro prossimo, dieci anni oltre il loro tempo, a bordo di un'astronave, con missione la prima esplorazione del pianeta Marte. Identificati come clandestini, e nonostante siano inizialmente avversati dall'equipaggio, riusciranno a sventare un tentativo di sabotaggio da parte di una spia al soldo di una potenza concorrente nella corsa spaziale, infiltratasi tra l'equipaggio.
- Altri interpreti: Ross Elliott (dott. Brandon), Barry Kelley (ammiraglio Killian), James T. Callahan (Beard), Ben Cooper (Nazarro)

## La fine del mondo
- Titolo originale: End of the World
- Diretto da: Sobey Martin
- Scritto da: Peter Germano and William Welch

### Trama
Capitati in una miniera sotterranea poco prima di un crollo che imprigiona 200 minatori, i due scienziati devono fare i conti anche con la cometa di Halley. Infatti la data sul calendario riporta 20 aprile 1910, e l'avvicinarsi della cometa ha gettato la popolazione nel caos e nella disperazione assoluta. Sarà compito di Doug convincere l'illustre astronomo prof. Ainsley che i suoi calcoli sono sbagliati e che la cometa non distruggerà la Terra. Cosicché la popolazione, rientrata in sé, interviene in forza alla miniera per salvare i minatori.
- Altri interpreti: James Westerfield (sceriffo), Paul Fix (Henderson), Gregory Morton (professor Ainsley), Sam Groom (Jerry), Paul Carr (Blaine)

## Attacco a Pearl Harbor
- Titolo originale: The Day the Sky Fell In
- Diretto da: William Hale
- Scritto da: Ellis St. Joseph

### Trama
Tony e Doug arrivano all'interno del consolato giapponese a Honolulu il giorno prima dell'attacco a Pearl Harbor. Il giovane Anthony Newman viveva a Honolulu in quel momento e aveva trascorso quella notte a casa dell'amico Billy Neal, casa che sarebbe stata distrutta dall'incursione. Tony però non ha memoria di ciò che è successo, ricorda solo che suo padre, tenente comandante della Marina degli Stati Uniti, non fu mai più visto dopo l'attacco.
Quando Tony cerca di avvertire suo padre dell'imminente attacco, riesce solo a far diffidare suo padre dal pericolo. L'attacco è programmato la mattina seguente, ma Tony e Doug sono in grado di convincere la madre di Billy a portare lui e il giovane Tony in montagna. Il tenente comandante Newman è gravemente ferito nel centro di comunicazione in un'esplosione di una bomba mentre tenta di avvertire la USS Enterprise di stare lontano da Pearl Harbor. Tony arriva e aiuta suo padre a trasmettere l'avvertimento alla nave. Il vecchio Newman muore quindi tra le braccia di suo figlio.
- Altri interpreti: Linden Chiles (comandante Tony Newman Sr.), Susan Flannery (Louise Neal), Sam Groom (Jerry), Lew Gallo (ten. Charlie Anderson), Robert Riordan (ammiraglio Brandt), Sheldon Collins (Tony Newman ragazzo), Caroline Kido (Yuko)

## L'ultima pattuglia
- Titolo originale: The Last Patrol
- Diretto da: Sobey Martin
- Scritto da: Bob e Wanda Duncan

### Trama
Tony e Doug arrivano in Louisiana il giorno precedente la battaglia finale della guerra anglo-americana del 1812. Vengono fatti prigionieri dalle truppe britanniche, processati come spie e condannati a essere fucilati all'alba.
Un generale dell'esercito britannico del tempo attuale, il generale Southall, viene portato nel tunnel temporale in modo che la squadra possa stabilire la posizione precisa dei suoi scienziati. Riconoscendo il suo antenato, il colonnello Southall, e confessando che non deve comunque vivere a lungo, il generale Southall insiste per tornare indietro nel tempo e ordinare al colonnello Southall di liberare i due scienziati; vuole inoltre scoprire perché il colonnello guidò le sue truppe nel punto di forza dell'esercito avversario. Alla fine il generale Southall non riesce a convincere il suo antenato ed entrambi i Southall vengono uccisi nella battaglia.
- Altri interpreti: Carroll O'Connor (colonnello e generale Phillip Southall), David Watson (tenente Rynerson), Michael Pate (capitano Hotchkiss), John Napier (capitano Jenkins)

## La furia della catastrofe
- Titolo originale: The Crack of Doom
- Diretto da: William Hale
- Scritto da: William Welch

### Trama
Stavolta i due scienziati si ritrovano sull'isola indonesiana di Krakatoa nell'agosto del 1883, poco prima della terribile eruzione vulcanica. qui incontrano una spedizione di studiosi britannici della Royal Society giunti sull'isola proprio per studiare l'attività tellurica.
Impegnati nel disperato tentativo di condurre tutti in salvo su un'isola vicina, devono però fare il conto con la riluttanza del capo spedizione, il dottor Holland, accecato dalla prospettiva di gloria accademica, e devono tenere a bada gli abitanti dell'isola, convinti della necessità di offrire un sacrificio al vulcano per placarne l'ira. Riescono infine a imbarcare tutti sulla sola barca rimasta, convincendoli a fare rotta su Sumatra.
- Altri interpreti: Wesley Lau (sergente Jiggs), Torin Thatcher (dottor Holland), Ellen Burstyn (Eve Holland), Élisabeth Ferrier (assistente del dottor Holland), Victor Lundin (Karnosu), Sam Groom (Jerry), George Matsui (un indigeno)

## La vendetta degli dei
- Titolo originale: Revenge of the Gods
- Diretto da: Sobey Martin
- Scritto da: William Read Woodfield e Allan Balter

### Trama
Tony e Doug si ritrovano sul campo di battaglia di Troia al termine del lungo decennio di assedio da parte degli Achei. Ulisse, il comandante greco, considera Doug e Tony come messaggeri degli dei dell'Olimpo, entrando in contrasto con Sardis, uno dei suoi comandanti. Fortunatamente, i Greci e i Troiani parlavano tutti l'inglese moderno, permettendo a Doug e Tony di comunicare facilmente con loro. Sardis viene sconfitto da Tony in un combattimento e, per tale ragione, tradisce a passa dalla parte dei Troiani, il cui principe Paride lo usa per una incursione nel campo di Ulisse. Doug viene catturato, portato a Troia e torturato. Tony si mette in luce in una battaglia contro i Troiani con l'aiuto di Jiggs, il capo della sicurezza del Time Tunnel, che viene rimandato indietro nel tempo con armi e munizioni moderne. Il recupero di Jiggs risulta assai difficoltoso, ma grazie al successo in battaglia, Tony ottiene da Ulisse il privilegio di unirsi agli Achei nel cavallo di Troia per l'assalto e il saccheggio di Troia. Sia Sardis che Paride vengono uccisi e la regina Elena e Doug vengono salvati.
- Altri interpreti: Wesley Lau (sergente Jiggs), John Doucette (Ulisse), Dee Hartford (Elena), Paul Carr (Paride), Joseph Ruskin (Sardis), Abraham Sofaer (Epeios)

## Massacro
- Titolo originale: Massacre
- Diretto da: Murray Golden
- Scritto da: Carey Wilber

### Trama
Capitati proprio alla vigilia della battaglia di Little Big Horn, Tony e Doug tentano di evitare lo scontro sanguinario. Doug cerca inutilmente di convincere il cocciuto Generale Custer, mentre Tony, dopo essere stato catturato dagli Sioux, diviene buon amico e consigliere di Toro Seduto, che lo lascia libero di recarsi al campo dell'esercito americano per intavolare trattative di pace. Ma naturalmente Custer non sente ragioni, accecato com'è dai sogni di gloria che gli garantirebbe una facile vittoria sugli indiani e la successiva candidatura alla presidenza federale.
- Altri interpreti: Wesley Lau (sergente Jiggs), Joe Maross (generale Custer), George Mitchell (Toro Seduto), Christopher Dark (Cavallo Pazzo), Paul Comi (capitano Benteen), John Pickard (maggiore Reno), Lawrence Montaigne (alce gialla (Yellow Elk)), Jim Halferty (Tim), Perry Lopez (dottor Withebird)

## L'isola del diavolo
- Titolo originale: Devil's Island
- Diretto da: Jerry Hopper
- Scritto da: Bob e Wanda Duncan

### Trama
Tony e Doug arrivano nella colonia penale francese dell'isola del Diavolo proprio quando vi giungono nuovi prigionieri. Scambiati per due dei prigionieri in precedenza evasi, vengono imprigionati al posto loro. Gli altri prigionieri non sono interessati alla fuga, finché il capitano Alfred Dreyfus non arriva sull'isola. Mentre si coalizzano con i detenuti politici per tentare l'evasione, Tony e Doug si rendono conto che l'amministrazione penale francese sta facendo di tutto per incentivare la loro fuga, in modo da poter eliminare definitivamente i dissidenti. Allora riescono a convincere il capitano a desistere dal tentativo, assicurandolo che la storia gli renderà giustizia e la sua riabilitazione sarà completa.
- Altri interpreti: Marcel Hillaire (Boudaire), Oscar Beregi Jr. (comandante), Theodore Marcuse (Lescaux), Ted Roter (capitano Alfred Dreyfus), Steven Geray (Perrault), Alain Patrice (Claude)

## Il regno del terrore
- Titolo originale: Reign of Terror
- Diretto da: Sobey Martin
- Scritto da: William Welch

### Trama
Tony e Doug arrivano a Parigi durante la Rivoluzione francese nel periodo del Terrore. Un negoziante si offre di aiutarli a uscire dalla città, se lo aiuteranno ad arrivare a Maria Antonietta nel tentativo di liberarla. Invece, finiscono per aiutare il delfino, Luigi XVII, a fuggire con il negoziante come guida e protettore. Tony e Doug si trovano di fronte a un antenato del generale Kirk. Kirk invia il suo anello per facilitare il recupero di Doug e Tony, ma l'anello era stato anche un segno d'amore tra Maria Antonietta e un suo amante straniero. L'antenato del generale Kirk cerca di usare l'anello come prova per incriminare Maria Antonietta, aprendo la strada alla sua esecuzione. Alla fine dell'episodio, Doug e Tony distraggono un giovane tenente di artiglieria di nome Napoleone Bonaparte in modo che il negoziante e il delfino possano salire a bordo di una nave che li porterà in libertà. L'esperimento con l'anello alla fine fallisce: Doug e Tony vengono trasferiti in un'altra era poco prima che i colpi di fucile raggiungano la loro posizione, mentre l'anello viene trasferito, di conseguenza, di nuovo al generale Kirk.
- Altri interpreti: David Opatoshu (commerciante), Monique LeMaire (Maria Antonietta), Pat Michenaud (delfino Luigi XVII), Joe E. Tata (Napoleone Bonaparte), Louis Mercier (Antoine Simon)

## L'arma segreta
- Titolo originale: Secret Weapon
- Diretto da: Sobey Martin
- Scritto da: Theodore Apstein

### Trama
Un generale del Pentagono approfitta dell'arrivo di Doug e Tony al momento e nel luogo giusti per inviarli in una missione di spionaggio. Viene loro inviato un messaggio per incontrare un contatto che li porterà a un progetto sovietico segreto, denominato A-13, che risulta essere un progetto molto simile al Progetto Tic-Toc, ma che non funziona. Inoltre, il capo scienziato di quel progetto sta attualmente (nel 1968) disertando negli Stati Uniti. Tony e Doug si pongono come scienziati e forniscono preziose informazioni sul progetto sovietico e sul disertore.
- Altri interpreti: Nehemiah Persoff (professor Anton Biraki), Michael Ansara (Hruda), Sam Groom (Jerry), Russ Conway (generale Parker), Kevin Hagen (McDonnell), Gregory Gay (Alexis)

## Trappola mortale
- Titolo originale: The Death Trap
- Diretto da: William Hale
- Scritto da: Leonard Stadd

### Trama
Questa volta Tony e Doug si trovano negli Stati Uniti del 1861, invischiati in un tentativo di assassinare il presidente Abramo Lincoln da parte di un gruppo di antischiavisti che mirano a scatenare una guerra civile tra gli stati del nord e quelli del sud. Riusciranno a fermare il capo dei congiurati, Geremia, poco prima che questi riesca a mettere in atto il suo piano.
- Altri interpreti: Scott Marlowe (Geremia), Ford Rainey (Lincoln), Tom Skerritt (Matthew), R.G. Armstrong (Pinkerton), Christopher Harris (David)

## Alamo
- Titolo originale: The Alamo
- Diretto da: Sobey Martin
- Scritto da: Bob e Wanda Duncan

### Trama
Doug e Tony riescono a rifugiarsi a fort Alamo poco prima che l'esercito messicano gli piombi addosso. Capiscono così di essere capitati alla vigilia della famosa battaglia della rivoluzione texana nella quale 2000 messicani annientarono i 180 uomini di forte Alamo. I loro tentativi di esortare i texani ad abbandonare il forte vengono intesi come tradimento e così finiscono nelle galere. In una colluttazione Doug rimedia una brutta commozione cerebrale e Tony esce dal forte alla ricerca di un dottore e di medicinali, finendo invece nelle mani dei messicani che vogliono sapere informazioni sulle difese approntate dai resistenti. Riuscito a evadere grazie all'aiuto del dottor Armandez, si ricongiunge con Doug proprio quando la battaglia impazza, e sono provvidenzialmente prelevati dalla macchina del tempo che li rimanda a un'altra avventurosa data storica.
- Altri interpreti: Rhodes Reason (colonnello Travis), John Lupton (capitano Reynerson), Jim Davis (colonnello Bowie), Edward Colmans (dottor Armandez), Alberto Monte (sergente Garcia), Rodolfo Hoyos Jr. (capitano Rodriguez), Elizabeth Rogers (moglie di Reynerson)

## La notte dei lunghi coltelli
- Titolo originale: The Night of the Long Knives
- Diretto da: Paul Stanley
- Scritto da: William Welch

### Trama
Piombati sul rovente confine tra India e Afghanistan, Doug e Tony si trovano a collaborare con il famoso poeta Kipling, nel tentativo di convincere il comandante delle forze indiane di confine a intervenire in via preventiva prima che i rivoltosi investano e distruggano le forze di sua maestà la regina d'Inghilterra.
- Altri interpreti: Malachi Throne (Singh), David Watson (Kipling), Perry Lopez (maggiore Kabir), Whit Bissell (Heywood Kirk), Sam Groom (Jerry), George Keymas (Ali), Brendan Dillon (colonnello Fettretch), Peter Brocco (ministro), Dayton Lummis (Gladstone)

## Invasione
- Titolo originale: Invasion
- Diretto da: Sobey Martin
- Scritto da: Bob e Wanda Duncan

### Trama
4 giugno 1944, nel bel mezzo della seconda guerra mondiale, Doug e Tony si trovano in un piccolo centro della costiera francese affacciata sulla Manica. Doug viene catturato dalla Gestapo locale che lo sottopone a un esperimento di controllo della mente, facendogli credere di essere un tedesco. Tony, unitosi alla resistenza locale, riesce a liberare Doug sabotando i depositi locali di benzina della Wehrmacht, contribuendo così all'invasione alleata che si realizza a partire dalla mezzanotte del 5 giugno.
- Altri interpreti: Robert Carricart (Mirabeau), John Wengraf (dottor Kleinemann), Michel St. Clair (Duchamps), Joey Tata (Verlaine), Francis de Sales (dottor Shumate), Lyle Bettger (maggiore Hoffman)

## Robin Hood
- Titolo originale: The Revenge of Robin Hood
- Diretto da: William Hale
- Scritto da: Leonard Stadd

### Trama
1200 circa. Doug e Tony cercano di aiutare il Conte di Huntington e la banda di Robin Hood a convincere Re Giovanni a firmare la Magna Carta, con la quale riconosce i diritti della nobiltà locale. Grazie al loro aiuto decisivo, che permette di mettere in ginocchio le truppe fedeli a Re Giovanni con l'utilizzo di alcune tecniche moderne quali dei gas lacrimogeni, il Re finisce con il piegarsi al male minore, pur di mantenere la corona ed evitare una sollevazione rivoluzionaria.
- Altri interpreti: Donald Harron (Conte di Huntington), John Alderson (Little John), Ronald Long (frate Tuck), Erin O'Brien Moore (Baronessa), John Crawford (Re Giovanni), James Lanphier (Dubois), John Orchard (Engelard)

## Duello nella giungla
- Titolo originale: Kill Two by Two
- Diretto da: Herschel Daugherty
- Scritto da: Bob e Wanda Duncan

### Trama
Siamo nel Pacifico, su di una delle tante isole contese tra americani e giapponesi durante la seconda guerra mondiale. Sull'isola si trovano due soli giapponesi rimasti di vedetta, che ingaggiano una lotta all'ultimo sangue con Doug e Tony, in cui emerge la figura del tenente Nakamura, che in realtà cerca proprio di morire da eroe, dopo che in precedenza si era macchiato di disonore non portando a termine la sua missione kamikaze. Quando le forze di sbarco americane giungono sull'isola, Nakamura viene ucciso da un sergente, e Doug e Tony vengono rispediti in un'altra dimensione.
- Altri interpreti: Mako (tenente Nakamura), Kam Tong (Itsugi), Philip Ahn (dottor Nakamura), Brent Davis (sergente della marina), Vince Howard (medico)

## Gli extraterrestri
- Titolo originale: Visitors from Beyond the Stars
- Diretto da: Sobey Martin
- Scritto da: Bob e Wanda Duncan

### Trama
Doug e Tony si ritrovano su di un'astronave aliena dove fanno la conoscenza di due viaggiatori provenienti dal lontano pianeta di Alfa Uno dove purtroppo le fonti di energia si sono esaurite. La loro intenzione è sbarcare sulla Terra nel 1885, in una piccola cittadina dell'Arizona dove procurarsi, razziandole, una grande mole di proteine. Gli alieni tentano di utilizzare Doug e Tony per convincere i terrestri a consegnare le provviste, ma spalleggiato dalla popolazione locale, Tony riesce a distruggere il loro potente sistema di controllo, cosicché agli invasori non resta che ripartire in astronave e ritornare a mani vuote verso la propria galassia.
- Altri interpreti: Jan Merlin (Centauri), Fred Beir (Taureg), Gary Aynes (vicesceriffo), Ross Elliott (sceriffo), Tris Coffin (Crawford), Byron Foulger (Williams), John Hoyt (alieno capo)

## Antica vendetta
- Titolo originale: The Ghost of Nero
- Diretto da: Sobey Martin
- Scritto da: Leonard Stadd

### Trama
Tony e Doug arrivano alle Alpi italiane appena fuori dall'immaginaria Villa Galba lungo il fronte italiano nella prima guerra mondiale. Entrano nella cantina per evitare un bombardamento di artiglieria, successivamente una pattuglia avanzata tedesca arriva alla villa e un caporale tedesco viene misteriosamente pugnalato a morte mentre stava perlustrando la cripta dove si trovava la tomba di Nerone, che è stata scoperta da una bomba.
Temendo che i tedeschi potessero pensare che loro fossero gli assassini, Tony e Doug si nascondono e trovano fortunatamente un passaggio segreto che li conduce ai piani superiori della tenuta. Lì incontrano il proprietario, un conte italiano di nome Enrico Galba, che discende dall'imperatore romano Galba; questi si offre di proteggerli dai tedeschi. Quando i tedeschi arrivano nella stanza, Galba dice ai tedeschi che Tony e Doug sono suoi ospiti americani neutrali. Il maggiore tedesco ordina loro di rimanere nella stanza come prigionieri, mentre i tedeschi usano la villa per osservare i movimenti delle forze italiane.
Un ufficiale tedesco è posseduto dal fantasma di Nerone e cerca di uccidere il discendente di Galba, che Nerone ritiene suo assassino. Il fantasma tenta nuovamente di uccidere il nobile, possedendo Tony. Il quartier generale del progetto utilizza i servizi di un ricercatore paranormale, il dottor Steinholtz, che suggerisce di colpire Tony con 1 000 000 Volt di elettricità per un millisecondo attraverso il tunnel per costringere il fantasma a uscire. Questo fenomeno quasi uccide Tony, quindi il quartier generale tenta di riportarlo al presente. Nerone viene invece trasferito nel tempo attuale e quasi distrugge il quartier generale prima che gli scienziati possano rimandarlo indietro. Quando l'esercito italiano riprende la Villa, il fantasma di Nerone entra in un giovane caporale italiano di nome Benito Mussolini, che giura di cacciare gli Unni dal suo paese e ripristinare la gloria dei Cesare. Tony e Doug vengono "trasferiti" dopo aver sentito questa affermazione.
- Altri interpreti: Eduardo Ciannelli (conte Galba), Gunnar Hellstrom (maggiore Neistadt), Richard Jaeckel (sergente Mueller), John Hoyt (dottor Steinholz), Nino Candido (Benito Mussolini)

## Le mura di Gerico
- Titolo originale: The Walls of Jericho
- Diretto da: Nathan Juran
- Scritto da: Ellis St. Joseph

### Trama
Tony e Doug arrivano fuori dalla tenda di Giosuè durante la notte, due giorni prima della fine dell'assedio di Gerico. Giosuè arriva a credere di essere quello che dicono di essere - viaggiatori nel tempo - e li manda a spiare nella città. Doug e Tony salvano una giovane vergine dall'essere sacrificata alla divinità levantina Chemosh dal sommo sacerdote di Gerico. Doug viene catturato e mandato nelle segrete per essere torturato come una spia israelita. Tony scappa in una casa dove trova una porta aperta. Quando arriva la donna che vi risiede, la chiama Raab, perché, dal racconto biblico, è lei a proteggere le due spie israelite. Raab è la sorella della vergine che avrebbe dovuto essere sacrificata.
Dopo che Tony ha salvato Doug dalla prigione, si rifugiano sul tetto della casa di Raab, ma vengono traditi dalla sua serva Azah, che desidera la ricompensa di mille talenti d'argento. Doug fugge per dire a Giosuè le informazioni che cerca. Tony e Raab stanno per essere lapidati a morte, ma quando gli israeliti completano la loro marcia, suonano le loro trombe e gridano, le mura della città crollano mentre quello che sembra essere un tornado completa la distruzione. Nel laboratorio Ann, scettica, afferma che poiché un tornado è un fenomeno naturale, la caduta delle mura non è stata un evento soprannaturale, mentre Ray è convinto che fosse soprannaturale. Tony e Doug vengono trasportati in una nuova era dopo aver detto a Rahab che sarà al sicuro.
- Altri interpreti: Rhodes Reason (Giosuè), Myrna Fahey (Raab), Michael Pate (capitano), Lisa Gaye (Ahza), Arnold Moss (Malek), Abraham Sofaer (padre di Rahab e Shala), Cynthia Lane (Shala)

## L'idolo della morte
- Titolo originale: Idol of death
- Diretto da: Sobey Martin
- Scritto da: Bob e Wanda Duncan

### Trama
L'episodio si svolge durante l'anno 1519, nello Yucatan, dove Doug e Tony si trovano invischiati nella spietata ricerca da parte dei conquistadores di Cortez, della maschera d'oro di Tecnochtitlan. Cortez, infatti, ha necessità di trovare l'idolo sacro per piegare la resistenza dei nativi. Con la collaborazione del generale Kirk dal Tunnel del Tempo, i due aiutano il giovane capo indiano a prevalere sulle barbarie degli sgherri del generale Cortez.
- Altri interpreti: Anthony Caruso (Cortez), Lawrence Montaigne (Alvarado), Rodolfo Hoyos (Castillano), Abel Fernandez (Bowman), Teno Pollick (giovane capo indiano)

## Billy the Kid
- Titolo originale: Billy the Kid
- Diretto da: Nathan Juran
- Scritto da: William Welch

### Trama
Doug e Tony si ritrovano in pieno west, nella cittadina di Lincoln del Nuovo Messico. Inizialmente coinvolti in una sparatoria, Doug pensa di avere ucciso Billy the Kid, ma il cinturone salva la vita del fuorilegge, che dichiara vendetta nei confronti dei due. In superiorità numerica però Kid viene catturato e mentre Doug lo sorveglia, Tony si reca in città a cercare l'aiuto dello sceriffo Pat Garrett. Con Billy che viene aiutato nell'evasione da parte della sua banda, si arriva al duello finale tra Kid e Doug, ma Garrett sventa la pistolettata fatale di Kid e lo arresta.
- Altri interpreti: Robert Walker Jr. (Billy the Kid), Allen Case (Pat Garrett), John Crawford (John Poe), Harry Lauter (Wilson), Pitt Herbert (Tom McKinney), Phil Chambers (Marshall)

## I Pirati dell'isola del morto
- Titolo originale: Pirates of Deadman's Island
- Diretto da: Sobey Martin
- Scritto da: Barney Slater

### Trama
1805. Nel bel mezzo di un assalto a un galeone spagnolo da parte dei pirati, Doug e Tony vengono catturati dal terribile capitano Beal, che inizialmente intenzionato a giustiziarli, si convince ad assegnarli alla cura del suo prezioso prigioniero Armando, un ragazzo di 10 anni, nipote del re di Spagna. Dopo aver tentato invano la fuga dall'isola in cui si trovano confinati, i tre riescono a uccidere Beal e a mettersi in salvo, grazie al fondamentale aiuto della flotta statunitense comandata dall'ammiraglio Decatur, e alle cure mediche del dottor Berkhart, inviato dal generale Heywood attraverso il Tunnel del Tempo.
- Altri interpreti: Victor Jory (Capitano Beal), Regis Toomey (Dottor Berkhart), Pepito Galindo (Armando), Alex Montoya (Capitano spagnolo), Charles Bateman (Ammiraglio Stephen Decatur), Harry Lauter (Johnson), James Anderson (Hampton)

## Caccia attraverso il tempo
- Titolo originale: Chase Through Time
- Diretto da: Sobey Martin
- Scritto da: Carey Wilber

### Trama
Nimon, un tecnico di laboratorio al soldo di un paese straniero, innesca un ordigno nucleare nel computer del tunnel del tempo, non prima di essersi catapultato attraverso di esso nella spirale dello spazio tempo. Compito di Doug e Tony è inseguirlo in un futuro molto lontano dove, con l'aiuto di alcuni umani del futuro, riescono a comunicare al generale Heywood il modo di disinnescare la bomba prima che sia troppo tardi.
- Altri interpreti: Robert Duvall (Nimon), Vitina Marcus (Zee), Lew Gallo (Vokar)

## Il venditore di morte
- Titolo originale: The Death Merchant
- Diretto da: Nathan Juran
- Scritto da: Bob e Wanda Duncan

### Trama
Stavolta Doug e Tony si ritrovano a Gettysburg, nel 1863, proprio durante i giorni della celebre battaglia tra le truppe unioniste e quelle confederate. E non sono da soli, perché una terribile coincidenza ha fatto si che al momento del trasferimento di Doug, venisse prelevato e spedito in pieno XIX secolo anche Machiavelli, il celebre filosofo politico che, con la sua leggendaria spietatezza, intende offrire supporto ai sudisti in modo da proseguire la guerra e aumentare il numero dei morti. Nonostante il fatto che Tony, coinvolto in uno scontro in campo aperto, abbia perso la memoria e sia convinto di essere un tenente sudista, Doug riesce a tenere a bada Michael/Machiavelli, prima che dal laboratorio venga rimandato nel suo tempo.
- Altri interpreti: Malachi Throne (Michaels / Machiavelli), Kevin Hagen (sergente Maddox), John Crawford (maggiore), Kevin O'Neal (caporale)

## L'attacco dei barbari
- Titolo originale: Attack of the Barbarians
- Diretto da: Sobey Martin
- Scritto da: Robert Hamner

### Trama
L'episodio si svolge nel 1287, in Asia, dove infuria la lotta tra i mongoli di Kublai Khan, guidati da Marco Polo, e l'Orda d'Oro guidata da Batu Khan. Mentre Tony trova il tempo di infatuarsi della principessa del Katai Sarit, Doug riesce a convincere Marco Polo che l'unico modo per sconfiggere la soverchiante supremazia avversaria è la polvere pirica che il veneziano aveva con se nel suo viaggio di ritorno in Europa.
- Altri interpreti: John Saxon (Marco Polo), Arthur Batanides (Batu Khan), Vitina Marcus (principessa Sarit), Paul Mantee (Ambahai)

## Il Mago Merlino
- Titolo originale: Merlin the Magician
- Diretto da: Harry Harris
- Scritto da: William Welch

### Trama
Il potente Mago Merlino si intromette nelle avventure spazio temporali del xx secolo per prelevare Doug e Tony e riportarli nell'Inghilterra medievale dove il loro aiuto è necessario per soccorrere il giovane Artù Pendragon, soverchiato dalle armate vichinghe. Grazie a una leale collaborazione, e alla partecipazione della bella Ginevra, i tre riescono a sconfiggere gli invasori e a porre le basi di quella che sarà la famosa Tavola Rotonda.
- Altri interpreti: Lisa Jak (Ginevra), Jim McMullan (Re Artù), Vincent Beck (Wogan), Christopher Cary (Merlino)

## Il rapimento
- Titolo originale: The Kidnappers
- Diretto da: Sobey Martin
- Scritto da: William Welch

### Trama
La dottoressa Ann MacGregor viene rapita e trasportata nell'anno 8433 su un pianeta della stella Kanopus, con il solo scopo di attirarvi anche Doug e Tony. È infatti intenzione di uno scienziato extraterrestre praticare il suo esperimento di sospensione, ovvero la rimozione forzata di tutti gli elementi delle loro personalità, ovvero ricordi, conoscenze, motivazioni per ricostruire, attraverso un database, la storia del pianeta Terra. Sfruttando il punto debole degli alieni, che cadono in catalessi durante l'assenza di luce stellare, la dottoressa MacGregor, riesce a tornare nel suo tempo, appena in tempo per prelevare Doug e Tony e spedirli in un'altra avventura.
- Altri interpreti: Michael Ansara (Scienziato), Del Monroe (Viaggiatore del tempo), Lee Meriwether (Ann MacGregor)

## La distruzione degli extraterrestri
- Titolo originale: Raiders from Outer Space
- Diretto da: Nathan Juran
- Scritto da: Bob e Wanda Duncan

### Trama
Piombati in Sudan, durante la battaglia tra inglesi e arabi nella guerra mahadista, Doug e Tony si alleano con un capitano delle truppe coloniali inglesi per sventare il diabolico piano di un gruppo di extraterrestri anch'essi viaggiatori del tempo, che intendevano sottrarre la tecnologia del tunnel del tempo per poi distruggere il laboratorio terrestre.
- Altri interpreti: John Crawford (Henderson), Kevin Hagen (Leader Extraterrestre)

## La città del terrore
- Titolo originale: Town of Terror
- Diretto da: Herschel Daugherty
- Scritto da: Carey Wilber

### Trama
Doug e Tony finiscono nel 1988, in Maine, proprio durante un'invasione aliena da parte di androidi che hanno l'intenzione di prelevare tutto l'ossigeno terrestre per portarlo sul loro pianeta. Dopo alcune peripezie, e grazie all'aiuto degli unici due terrestri non ancora caduti nelle mani degli invasori, riescono a distruggere la terribile macchina che stava aspirando ossigeno, salvando così sia il pianeta terra che il laboratorio del Tunnel del Tempo, anch'esso caduto nelle mani degli extraterrestri.
- Altri interpreti: Gary Haynes (Pete), Heather Young (Joan), Mabel Albertson (Sarah)